# آسمان پر از ترانه
«آسمان پر از ترانه» (به انگلیسی: Sky Full of Song) ترانه از گروه موسیقی ایندی راک بریتانیایی فلورنس اند د مشین از چهارمین آلبوم استودیویی خود، های از هوپ (۲۰۱۸) است. این ترانه توسط فلورنس ولچ، امیلی هینی و توماس بارتلت تهیه و تولید شده‌است. این ترانه در تاریخ ۱۲ آوریل ۲۰۱۸ به عنوان تک آهنگ ۷ اینچی برای ریکورد استور دی منتشر شد.

## اعتبارات و پرسنل
اعتبارات گرفته شده از یادداشت‌های خطی های از هوپ.
ضبط و مدیریت
- ضبط شده در بیکان هاوس، سون‌ست ساوند، ووکس ریکوردین استودیوز (لس آنجلس)
- میکس‌شده در الکتریک لیدی استودیوز (نیویورک)
- مسترد در متروپولیس مسترینگ (لندن)
- منتشر شده توسط یونیورسال، انجمن آهنگسازان، پدیدآوران و ناشران آمریکا

## جدول‌ها
| جدول (۲۰۱۸)                              | اوج موقعیت |
| ---------------------------------------- | ---------- |
| استرالیا (ای‌آرآی‌ای)                      | ۸۷         |
| بلژیک (اولتراتیپ فلاندرز)                | ۲۰         |
| اسکاتلند (اوسی‌سی)                        | ۴۸         |
| هیت‌سیکر نیوزیلند (نیوزیلند)              | ۶          |
| تک‌آهنگ‌های بریتانیا (اوسی‌سی)              | ۸۱         |
| ترانه‌های برتر راک ایالات متحده (بیلبورد) | ۹          |